# Roger Rasheed
Roger Rasheed, né le 10 mars 1969 à Adélaïde en Australie, est un joueur de tennis professionnel et entraîneur australien. De juin 2003 à juillet 2007, il a été l'entraîneur de Lleyton Hewitt. Puis, il a collaboré avec Gaël Monfils pendant trois ans. Jo-Wilfried Tsonga est accompagné par Roger Rasheed lors de la saison 2013. Il a également coaché le Bulgare Grigor Dimitrov jusqu'en juillet 2015.

## Carrière
Roger Rasheed a tout d'abord été en junior un joueur de football australien, faisant partie du Sturt Football Club (en) dans la South Australian National Football League (en).
En participant à l'Open d'Australie en 1985, il devient à 16 ans le plus jeune joueur à intégrer le tableau du tournoi. Ce record sera battu par Lleyton Hewitt en 1997. Il n'a jamais participé aux autres tournois du Grand Chelem en simple. En 1992, il atteint le second tour où il est battu par Ivan Lendl. Touché par une blessure chronique au dos, il termine sa carrière de joueur en 1993 à seulement 24 ans.
Il a été l'entraîneur de Gaël Monfils à partir de juillet 2008. Ce dernier a mis fin à leur collaboration le 9 juillet 2011. Il commente également régulièrement l'Open d'Australie pour la chaîne australienne Seven Network.
Le 26 octobre 2012, Jo-Wilfried Tsonga annonce qu'il sera entraîné par Roger Rasheed lors de la saison 2013.

## Résultats

### Titres en simple
Aucun

### Finales en simple
Aucune

### Titres en double
Aucun

### Finale en double
Aucune